# Середньошотландська низовина

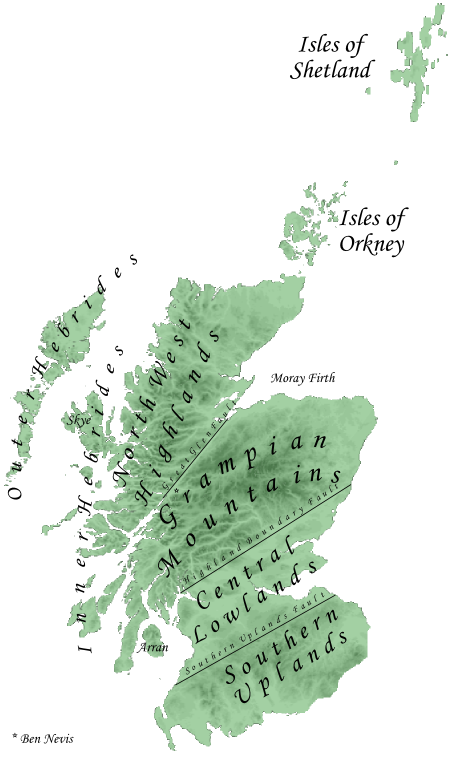
Основні географічні поділи Шотландії

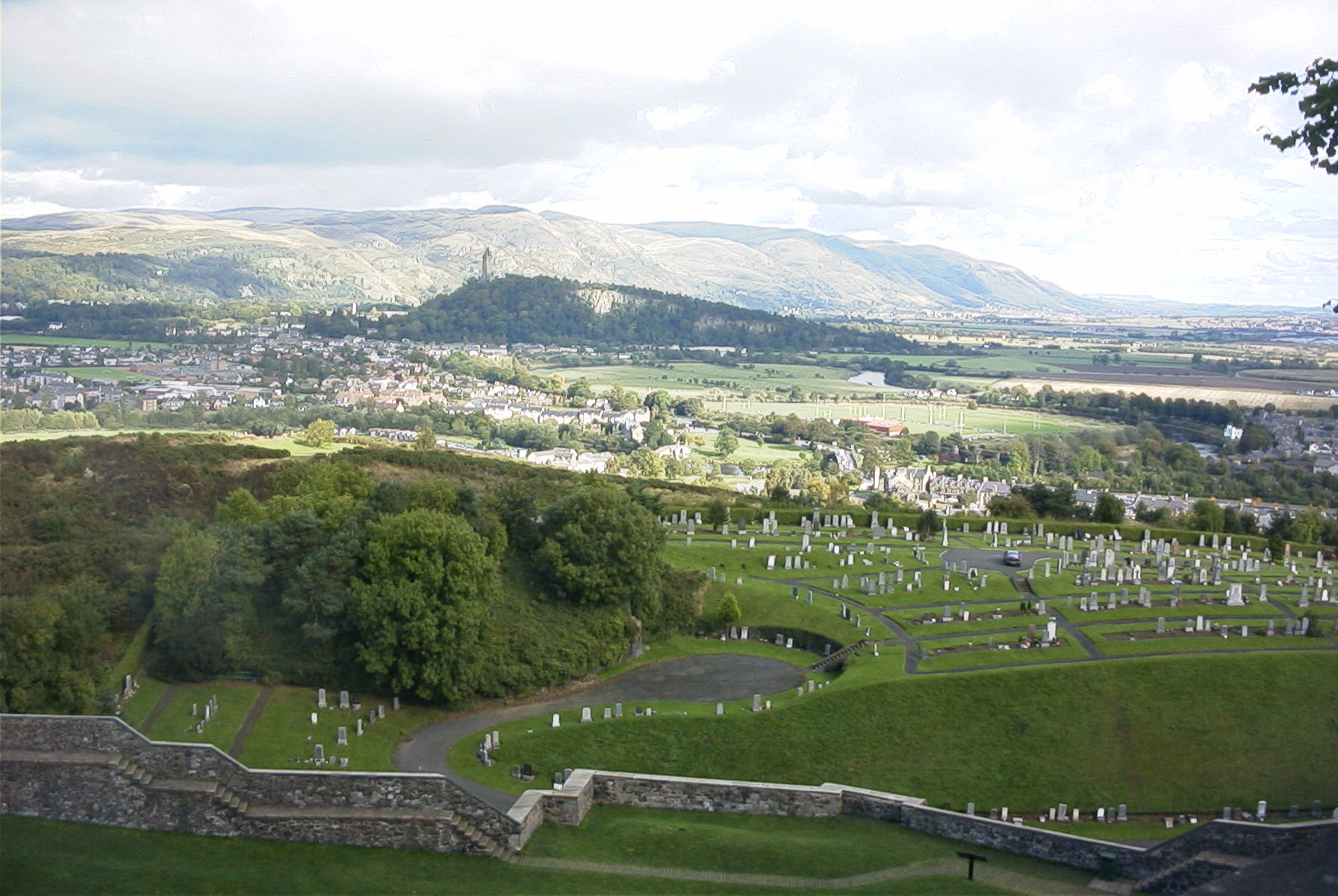
Шотландська низовина

Середньошотландська низовина́ (англ. Central Lowlands) — рифтова долина на півдні Шотландії переважно палеозойського утворення, що простягнулась з південного заходу від затоки Ферт-оф-Клайд на північний схід до затоки Ферт-оф-Форт, або від граничного розлому Гайлендс на півночі до розлому Південношотландської височини на півдні. Середньошотландська низовина́ — один з трьох основних географічних підрозділів Шотландії, інші два — Гайлендс-енд-Айлендс, що лежить на північ та північний захід та Південну височину, яка лежить на південь від Середньошотландської низовини.

## Загальний опис
Поверхня рівнини доволі рівнинна, але й тут присутні пагорби й кряжі Ochils та Campsie Fells. Низовина чітко відокремлена уступами грабену на півночі від Грампіанських гір, а на півдні від Південношотландської височини. Окремі ділянки вкриті мореною, слідами зледеніння, та річковими наносами. Ця територія має наслідки інтенсивного вулканізму, на кшталт трон Артура в Единбурзі — останець великого вулкана, що був активним ще в карбоні 300 млн років тому.

## Людська діяльність
Багаті поклади вугілля і заліза, що були знайдені тут мали важливе економічне значення для шотландського промислового перевороту. На низовині, багатій на родючі ґрунти, пасовиська й колись густі ліси, збудовані найбільші міста Шотландії Глазго й Единбург.